# Окубо (станция, Токио)
Станция Окубо (яп. 大久保駅 оокубо эки) — железнодорожная станция на линии Тюо-Собу, расположенная в специальном районе Синдзюку, Токио. Станция была открыта 5-го мая 1895 года. Находится в центре «корейского квартала» неподалёку от станции Син-Окубо линии Яманотэ. В окрестностях станции расположено множество магазинов, продающих корейские товары, а также корейских ресторанов, клубов и баров. На станции установлены автоматические платформенные ворота.

## Планировка станции
Одна платформа островного типа и два пути.
| 1 | ■Линия Тюо-Собу | Накано, Митака, Такао |
| 2 | ■Линия Тюо-Собу | Синдзюку, Тиба, Токио |

## Близлежащие станции
| «        |  | Линия          |  | »             |
| -------- |  | -------------- |  | ------------- |
| Синдзюку |  | Линия Тюо-Собу |  | Хигаси-Накано |